# Черняєв Олександр Сергійович (шахіст)
Олександр Сергійович Черняєв (рос. Александр Сергеевич Черняев; нар. 26 серпня 1969, Архангельськ) — російський шахіст, гросмейстер від 2004 року.

## Шахова кар'єра
У міжнародних турнірах почав брати участь після розпаду Радянського Союзу, в рейтинговому списку ФІДЕ дебютувавши 1992 року, з високим результатом 2415 очок. 1995 року поділив 2-ге місце на турнірах за швейцарською системою в санкт-Петербурзі (меморіал Михайла Чигоріна, позаду Володимира Бурмакіна, разом із зокрема, Олексієм Безгодовим) і Москві (позаду Володимира Маланюка, разом із, зокрема, Олегом Корнєєвим і Нухимом Рашковським), тоді як в 1997 році поділив 2-ге місце (позаду Хорхе Армандо Гонсалеса Родрігеса, разом із зокрема, Константіном Іонеску і Амадором Родрігесом) в Манрезі. 1999 року виконав у Білі першу гросмейстерську норму, інші дві виконав 2002 року (в Женеві) та 2004-го (під час командного чемпіонату Англії).
До інших його успіху належать:
- посів 3-тє місце в Діаналунді (2000, позаду Нормудса Мієзіса та Ігорса Раусіса),
- поділив 1-ше місце в Скуоль (2001, міжнародний чемпіонат Швейцарії, разом із, зокрема, Михайлом Голубєвим)
- поділив 2-ге місце в Порт-Еріні (2001, позаду Михайла Улибіна, разом із, зокрема, Євгеном Глейзеровим, Михайлом Бродським і Сергієм Тівяковим),
- посів 1-ше місце в Сен-Жані (2002),
- посів 2-ге місце в Гастінгсі (2002/03, турнір Hastings Challengers, позаду Даніела Гормаллі),
- поділив 1-ше місце в Давосі (2004, разом з Метью Тернером і Адамом Хорватом),
- посів 2-ге місце в Саас-Альмагелі (2005, міжнародний чемпіонат Швейцарії, позаду Джозефа Галлахера),
- посів 1-ше місце в Коулсдоні (2007),
- посів 1-ше місце в Женеві (2007),
- посів 2-ге місце в Лондоні (2009, Меморіал Говарда Стаунтона, позаду Яна Тіммана, перед Віктором Корчним),
- поділив 1-ше місце в Лондоні (2009, турнір Big Slick, разом з Кітом Аркеллом).

Найвищий рейтинг Ело в кар'єрі мав станом на 1 липня 2002 року, досягнувши 2509 очок ділив тоді 100-101-ше місце серед російських шахістів.